# Xã Blue Mound, Quận Livingston, Missouri
Xã Blue Mound (tiếng Anh: Blue Mound Township) là một xã thuộc quận Livingston, tiểu bang Missouri, Hoa Kỳ. Năm 2010, dân số của xã này là 533 người.